# 5 Brygada Artylerii (II RP)
5 Lwowska Brygada Artylerii (5 BA) – brygada artylerii Wojska Polskiego II RP.
Formowana w rejonie Lwowa.
Brygada była organiczną jednostką artylerii 5 Dywizji Piechoty.
Na dzień 1 maja 1920 dysponowała 24 działami polowymi i 7 działami ciężkimi.

## Struktura brygady pod koniec 1919
- dowództwo brygady
- 5 pułk artylerii polowej w składzie 7 baterii (3 i 9 bateria - w głębi kraju)
- I dywizjon 5 pułku artylerii ciężkiej w składzie 3 baterii

## Dowódcy brygady
- gen. ppor. Wincenty Kaczyński[1] (5 VI 1919[3] - 1 III 1921 → dowódca 20 BA)
- płk art. Tadeusz Łodziński (od 1 III 1921)